# Adolfo II di Berg

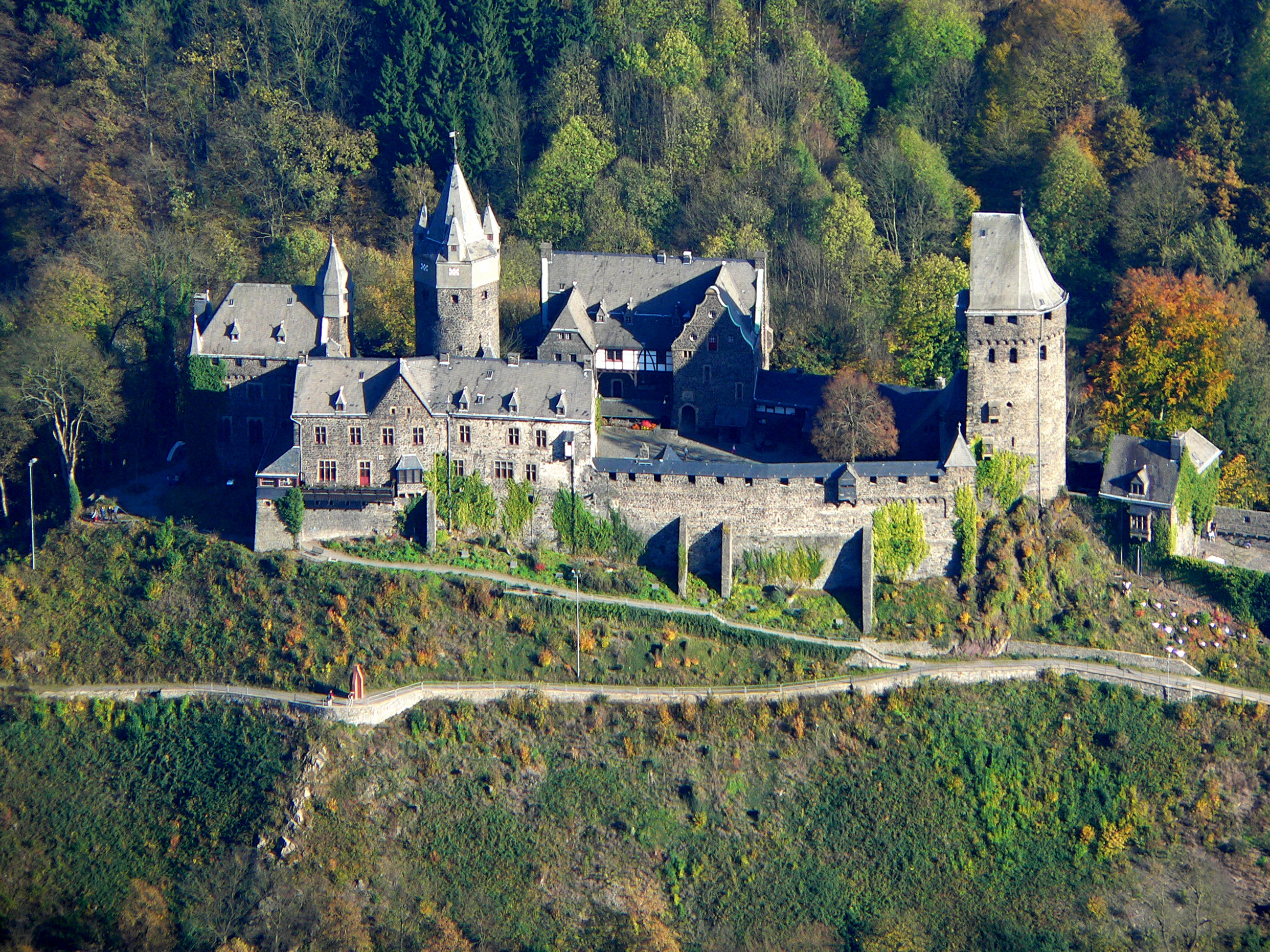
Castello di Altena

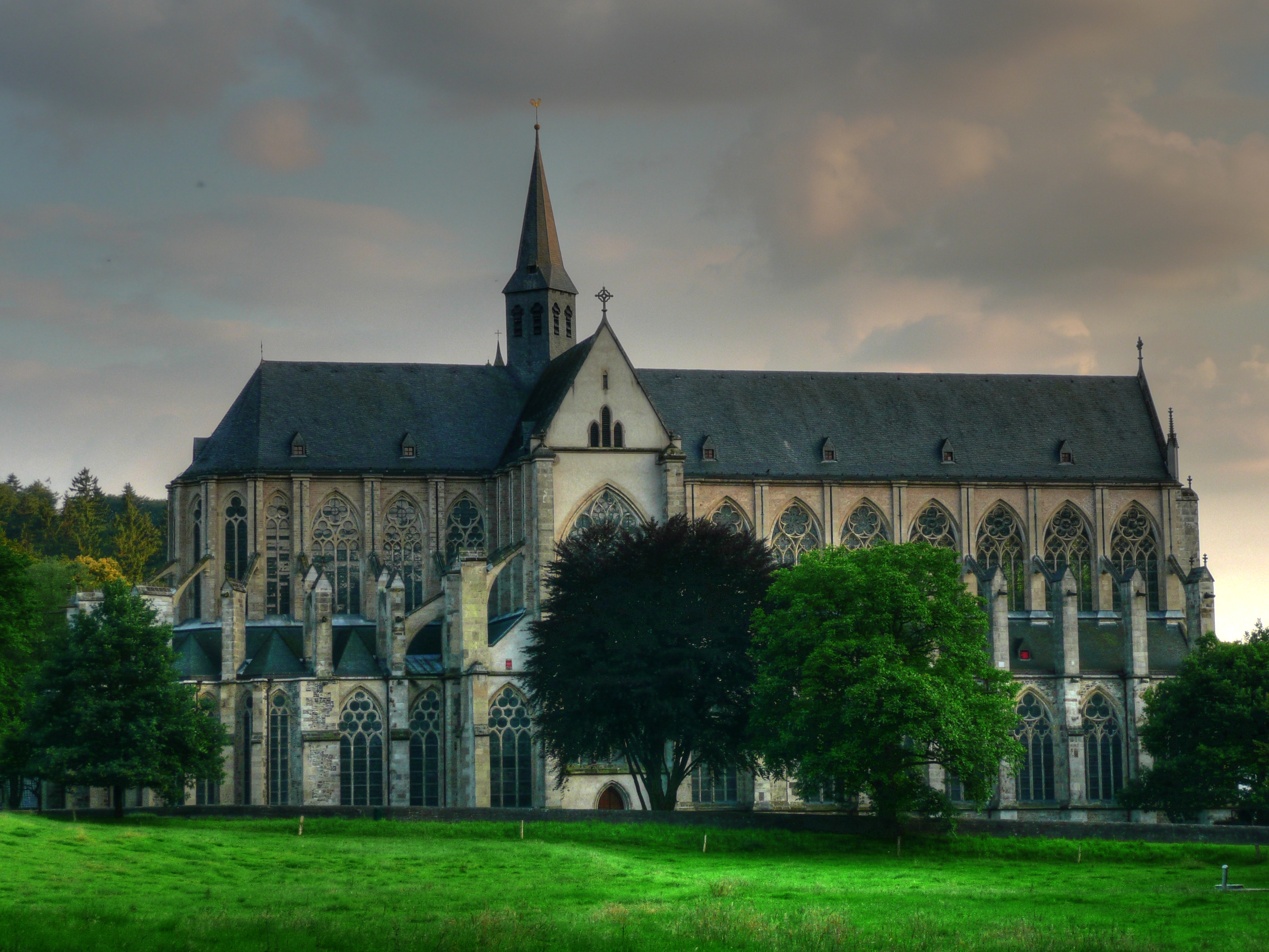
Abbazia d'Altenberg

Adolfo II di Berg in tedesco: Adolf II. (Berg) (seconda metà del secolo XI – monastero di Altenberg, 12 ottobre dopo il 1160) fu il secondo conte documentato (dal 1115) della contea di Berg, nell'attuale Germania, dal 1106 al 1160.

## Origine
Secondo l'Annalista Saxo, Adolfo (Adulfus iuniorem) era figlio del primo conte documentato della contea di Berg, Adolfo di Hövel (Huuili) e di Adelaide di Lauffen, figlia, sempre secondo l'Annalista Saxo, del conte Enrico di Lauffen e di Ida di Werl.

Di Adolfo di Hövel (Huuili) non si conoscono i genitori, la sua origine è incerta e controversa; si suppone che discendesse da una nobile famiglia linea cadetta della dinastia degli Azzoni, che aveva il suo quartier generale nel castello di Berge vicino a Odenthal sulla riva sinistra del fiume Dhünn; comunque sulla sua origine la discussione è ancora aperta.

## Biografia
La prima volta che Adolfo viene citato in un documento è ancora bambino (vice advocati ecclesie nostra Adolphi qui tunc temporis puer erat), dall'abate di Werden, Ludberto, nel documento n° X del Akademische Beiträge zur Gülch- und Bergischen Geschichte, datato 1093.
Suo padre, Adolfo I (Adolfus de Monte), nel 1100, garantì alcuni privilegi alla cattedrale di Colonia, confermati dal nuovo arcivescovo di Colonia, Federico I di Schwarzenburg (domnus archiepiscopus Fridericus), come da documento n° 258 del Urkundenbuch für die Geschichte des Niederrheins, Volume 1, datato 1100.
Suo padre, Adolfo I è il primo al quale viene riconosciuto il titolo di conte di Berg, ed è quindi elencato nell'ordine di famiglia dei Conti di Berg come Adolfo I; anche l'Imperatore del Sacro Romano Impero, lo riconobbe conte di Berg: col documento imperiale n° 471, datato 1101, Enrico IV di Franconia, per la prima volta, riconobbe Adolfo come conte di Berg (Adolf de Monte comites); un secondo documento, il n° 491, datato 1105 confermò nuovamente il suo status (Adolfus comes de Berge).
Suo padre, Adolfo I, secondo l'Annalista Saxo, morì nel 1106, lo storico tedesco, Thomas R. Kraus, nel suo Die Entstehung der Landesherrschaft der Grafen von Berg bis zum Jahre 1225, riporta che morì il 31 luglio.
Adolfo succedette al padre, come Adolfo II.
La prima volta che Adolfo viene citato come conte di Berg è nel 1115, in due diversi documenti: 
- nel documento n° 616 del Urkundenbuch für die Geschichte des Niederrheins, Volume 4, datato 1115 (Adolf de Berge), in cui è testimone dell'arcivescovo di Colonia, Federico I[8];
- nel documento n° 617 del Urkundenbuch für die Geschichte des Niederrheins, Volume 4, datato 1115 (Adolfus advocatus noster.), in cui è testimone dell'abate di Werden, Ottone[9]; con questo documento, all'età di circa 20 anni, viene confermato come ufficiale giudiziario dell'abbazia benedettina di Werden. Dal 1125 fu Vogt dell'abbazia di Siegburg; in seguito fu anche Vogt del Monastero di Dünwald, dell'Abbazia di Deutz, del Monastero di Cappenberg, vicino a Selm ed infine della Chiesa di San Pantaleone (Colonia), come da documento n° 623 del Urkundenbuch für die Geschichte des Niederrheins, Volume 4, datato 1151/1153 (comite Adolpho)[10].

Molto probabilmente Adolfo, ottenendo influenza e potere, collaborò col vescovo di Colonia, Federico I, che lo cita come suo testimone in altri sei documenti:
- il documento n° 280 del Urkundenbuch für die Geschichte des Niederrheins, Volume 1, datato 1116, (comes Adolfus de Monte)[11];
- il documento n° 282 del Urkundenbuch für die Geschichte des Niederrheins, Volume 1, datato 1117, (Comes Adolfus de Monte)[12].
- il documento n° 287 del Urkundenbuch für die Geschichte des Niederrheins, Volume 1, datato 1118, (Comes Adolfus de Monte)[13];
- il documento n° 288 del Urkundenbuch für die Geschichte des Niederrheins, Volume 1, datato 1118, (Adolfus comes de Monte et frater eius Euerhardus)[14];
- il documento n° 301 del Urkundenbuch für die Geschichte des Niederrheins, Volume 1, datato 1126, (Adolfus comes de Berge)[15];
- il documento n° 307 del Urkundenbuch für die Geschichte des Niederrheins, Volume 1, datato 1129, (Adolfus comes de Monte)[16].

Adolfo, aveva fatto costruire il castello di Altena, e, nel 1133, aveva dato il suo benestare alla costruzione dell'Abbazia d'Altenberg; Adolfo II fu il fondatore del castello di Burg, nel quale si trasferì dopo il 1140. Fino al completamento del castello di Burg, risiedeva nel castello di Altena.
Non vi è la conferma, ma Adolfo potrebbe aver partecipato alla seconda crociata, partecipando assieme al figlio primogenito all'assedio di Damasco.
Adolfo, compare per l'ultima volta come conte di Berg nel documento n° 401 del Urkundenbuch für die Geschichte des Niederrheins, Volume 1, datato 1160, (Adolfus comes de Monte) inerente ad una donazione alla chiesa di San Pancrazio di Colonia.
Adolfo, secondo il Levold's von Northof Chronik der Grafen von der Mark, si ritirò a vivere nel monastero di Altenberg, dove morì e dove fu sepolto; secondo il memorial in Altenburg (non consultato), Adolfo II morì il 12 ottobre. Al momento di ritirarsi in monastero, Adolfo II divise la contea: ad Eberardo toccò la contea di Altena, feudo dominato dal su citato castello mentre a Engelberto, la contea di Berg intorno al castello di Burg.

## Matrimoni e discendenza
Verso il 1120 Adolfo, ampliando e consolidando la proprietà della sua nobile famiglia in Westfalia, aveva sposato Adelaide di Arnsberg, che secondo le Europäische Stammtafeln VIII, 98a (non consultate), era figlia di Goffredo I conte di Cappenberg e della moglie Beatrice di Hildrizhausen, mentre ancora secondo le Europäische Stammtafeln XVIII, 2 (non consultate), era figlia di Beatrice di Hildrizhausen e del suo secondo marito Enrico conte di Rietberg. Adelaide morì prima del 1131.
Adolfo da Adelaide ebbe un figlio:
- Adolfo (* 1120–1125; † 28 luglio 1148 durante l'assedio di Damasco durante la seconda crociata, come conferma la Chronica regia S. Pantaleonis, non consultata[17]); l'assedio di Damasco fu avvenne negli ultimi giorni di luglio 1148, come da Recueil des historiens des croisades. Historiens orientaux. Tome 1[18].

Dato che la Chronica regia S. Pantaleonis cita Adolfo come adolescens è possibile che anche questo figlio fosse di secondo letto.
Dopo essere rimasto vedovo, nel 1131, Adolfo sposò una nipote dell'arcivescovo di Colonia Federico I di Schwarzenburg, come conferma la Chronica Albrici Monachi Trium Fontium, e, che secondo le Europäische Stammtafeln XVIII, 2 e XVI 80a (non consultate), si chiamava Irmgarda ed era figlia di Engelberto di Schwarzenburg.
Adolfo da Irmgarda ebbe cinque figli:
- Eberardo[10] (1132 circa - 1180), conte di Altena, come da documento n° 423 del Urkundenbuch für die Geschichte des Niederrheins, Volume 1, datato 1166, (Comes Euerardus de Altina)[23];
- Federico (1134 circa - 1158), che dal 1156 fu arcivescovo di Colonia,, come conferma la Chronica Albrici Monachi Trium Fontium[24], che secondo le Europäische Stammtafeln XVIII, 2 (non consultate), morì in Italia a seguito di una caduta da cavallo[17];
- Engelberto (1135 circa – 1189), citato dal padre nel documento n° 401 del Urkundenbuch für die Geschichte des Niederrheins, Volume 1, datato 1160, (meus filius militaret Engilbertus) inerente ad una donazione alla chiesa di San Pancrazio di Colonia[19], conte di Berg come da documento n° 629 del Urkundenbuch für die Geschichte des Niederrheins, Volume 4, datato 1164 (Engelbertus comes de Monte)[25];
- Bruno (1138 circa – 1196), fu arcivescovo di Colonia, come conferma il Fontes rerum Germanicarum, Volume 2[26];
- Adolfo (1140 circa – dopo il 1197), fu Vogt del Monastero di Dünwald.

### Fonti primarie
- (LA)  Urkundenbuch für die Geschichte des Niederrheins, Volume 1.
- (LA)  Akademische Beiträge zur Gülch- und Bergischen Geschichte, Volume 2.
- (LA)  Urkundenbuch für die Geschichte des Niederrheins, Volume 4.
- (LA)  Monumenta Germaniae Historica, tomus XXIII.
- (LA)  Monumenta Germaniae Historica, tomus XXXVII, Annalista Saxo.
- (LA)  Monumenta Germaniae Historica, Diplomata Regum et Imperatorum Germaniae tomus VI.2. Heirici IV diplomata.
- (LA)  Fontes rerum Germanicarum, Volume 2.
- (FR)  Recueil des historiens des croisades. Historiens orientaux. Tome 1.

### Letteratura storiografica
- (LA)  (DE)  Levold's von Northof Chronik der Grafen von der Mark und der Erzbischöfe